# The Comedian's Mask
The Comedian's Mask è un cortometraggio muto del 1913 diretto da Herbert Brenon. Prodotto dalla Independent Moving Pictures Co. of America (IMP) e distribuito dall'Universal Film Manufacturing Company, il film era interpretato da King Baggot e Mimi Yvonne.

## Produzione
Il film fu prodotto da Carl Laemmle per l'Independent Moving Pictures Co. of America (IMP).

## Distribuzione
Distribuito dall'Universal Film Manufacturing Company, il film uscì nelle sale cinematografiche USA il 9 giugno 1913.